# Wiener Frauenkunst
Wiener Frauenkunst (auch Wiener Frauen Kunst) war ein in Wien ansässiger, österreichischer Verband Bildender Künstlerinnen und Kunsthandwerkerinnen. Er wurde am 16. Juni 1926 gegründet und 1956 aufgelöst.

## Geschichte
Die Wiener Frauenkunst wurde 1926 von der Künstlerin und Kunstgewerblerin Fanny Harlfinger zur Hebung der künstlerischen und wirtschaftlichen Verhältnisse von Frauen und zur integrativen Vereinigung der bildenden Kunst mit dem Kunsthandwerk gegründet. Sie war eine Abspaltung der Vereinigung bildender Künstlerinnen Österreichs VBKÖ. Der Bruch wurde durch Uneinigkeit über die Konzeption der Ausstellung „Deutsche Frauenkunst“ 1925 im Wiener Künstlerhaus ausgelöst. Es traten Frauen aus der „Freien Vereinigung“ (gegründet 1919) und aus der Wiener Werkstätte ein. Sie wurde auch als „weibliche Secession“ der VBKÖ bezeichnet. Zum Zeitpunkt der Gründung scheint die Abspaltung aber bereits länger, nämlich schon dreieinhalb Jahre bestanden zu haben. Im November 1926 wurde die Satzung des Vereins als genehmigt gemeldet.
Der Arbeitsausschuss bestand aus den folgenden Frauen: Präsidentin war die Malerin und Kunstgewerblerin Fanny Harflinger, Vize-Präsidentin die Kunstgewerblerin Gabriele Lagus-Möschl, Schriftführerin die Malerin und Graphikerin Fride Miller-Hauenfels, Kassiererin die Bildhauerin Hedwig Schmidl; weitere Mitglieder waren die Malerin Stephanie Hollenstein und die Kunstgewerblerin Hedwig Denk. Bei der Generalversammlung 1928 wurden zusätzlich berufen: die Malerin Grete Wilhelm, die Malerin und Graphikerin Hilde Jesser-Schmid, die Grafikerin und Textilkünstlerin Anny Schröder, die Malerin Hertha Strzygowski sowie Valerie Petter-Zeis.
Die bekanntesten Malerinnen, die Mitglieder waren, waren Helene Funke, Stephanie Hollenstein und Broncia Koller. Die Textilkünstlerin Hilde Wagner-Ascher war ein Gründungsmitglied. 1931 kamen hinzu die Bildhauerinnen Hilde Leitich-Uray und Erna Rottenberg, die Goldschmiedin und Emailleurin Erna Thallmayer, ferner die Malerinnen Herta Sladky, Bettina Bauer und die Architektin Liane Zimbler. 1936 wurde Johanna Kienböck zur Ehrenpräsidentin nominiert. Als weitere Gründerinnen wurden genannt: Emma Schlangenhausen, Helene Taussig; als Gründungsmitglieder: die Silberschmiedin Eilfriede Berbalk, die Kunstgewerblerin Maria Cyrenius, die Malerinnen Christa Deuticke, Irene Hölzer-Weinek, Fritzi Löw-Lazar, die Keramikerinnen Dina Kuhn, Louise Spannring und die Architektin Elisabeth Niessen; als weitere Mitglieder: Camilla Göbl-Wahl, Franziska Zach.
Die Vereinigung war Mitglied im Bund österreichischer Frauenvereine.
Dezidiertes Ziel war die Schaffung von Ausstellungsmöglichkeiten. Zusätzliche Veranstaltungen sollten Gelegenheit bieten, Werke zu verkaufen, oft parallel oder gleichzeitig mit anderen für Frauen relevanten Großereignissen wie 1927 der Frauensportveranstaltung des Hauptverbands im Wiener Prater oder der Tagung des internationalen Frauenkongress in Wien Mai/Juni 1930. Häufig wurden Vorträge, Künstlergespräche, Führungen oder Aufführungen angeboten. Ausländische Künstlerinnen-Vereinigungen wurden zur Mitausstellung eingeladen, um eine Gegeneinladung zu bewirken. Bei den repräsentativen Ausstellungen wurde mit jeweils großem Aufwand auch die Innenarchitektur sowie -einrichtung gestaltet und in das Gesamtkonzept einbezogen. Ein eigenes Ausstellungsgebäude war jedoch kein Ziel.
Mit dem „Anschluss Österreichs“ wurde die Vereinigung bildender Künstlerinnen Österreichs (VBKÖ) 1938 in „Künstlerverband Wiener Frauen“ umbenannt, die Wiener Frauenkunst wurde dort eingegliedert. 1946 formierte sich die Wiener Frauenkunst neu.
1956 löste sich der Verein auf.

## Aktivitäten

### Ausstellungen
- 10. Dezember 1927 – Jänner 1928: Ausstellung „Wiener Frauenkunst: I. Ausstellung der Vereinigung bildender Künstlerinnen und Kunsthandwerkerinnen“, Österreichisches Museum für Kunst und Industrie, Wien. Mit Kollektionen aus Prag und London. Eröffnung durch den österreichischen Bundespräsidenten Michael Hainisch.[12] Ausstellungskatalog Wien: Jahoda und Siegel, 1927
- Februar – April 1929: Ausstellung „Das Bild im Raum. II. Ausstellung des Verbands Bildender Künstlerinnen und Kunsthandwerkerinnen Wiener Frauenkunst mit Kollektion des Vereins der Künstlerinnen zu Berlin“, Österreichisches Museum für Kunst und Industrie. Einführender Text von Karl Maria Grimme. Covergestaltung Ausstellungskatalog Anny Schröder
- 17. Mai – 29. Juni 1930: Ausstellung „Wie sieht die Frau. III. Ausstellung des Verbandes Bildender Künstlerinnen und Kunsthandwerkerinnen Wiener Frauenkunst“, Hofburg, Terrassensäle. Mit Beiträgen von Rosa Mayreder, Hans Tietze, A. F. Seligmann, Marianne Hainisch. Mitwirkende: Internationale Vereinigung berufstätiger Frauen, Verband Bildender Künstlerinnen und Kunsthandwerkerinnen, International Federation of Business and Professional Women, Ausstellungskatalog Wien: Jahoda und Siegel, 1930.
- Oktober – November 1931: Ausstellung „Wiener Frauenkunst mit Gedächtnisausstellung Franziska Zach“, Gebäude des Hagenbunds, Wien
- 21. März – Mai 1933: Ausstellung „Die Schöne Wand“, Österreichisches Museum für Kunst und Industrie, Wien
- 1936: „Wiener Frauenkunst. Jubiläumsausstellung veranstaltet zur Feier des zehnjährigen Bestandes des Verbandes Bildender Künstlerinnen und Kunsthandwerkerinnen Wiener Frauenkunst“, Burggarten, Glaspalast, Wien[13]
- 1938: Wiener Frauenkunst, Burggarten, Glaspalast, Wien, Gäste: Schweizer und Berliner Künstlerinnenvereinigungen. Sonderschau „Die künstlerische Postkarte“[14]

### Ausstellungsbeteiligungen, Verkaufsausstellungen und Veranstaltungen
- Dezember 1926: Sonderausstellung „Der gedeckte Tisch“ im Rahmen der Ausstellung „Die Frau von heute“ (Weihnachtsschau Österreichischer Frauenorganisationen, Alserstraße 43, 1080 Wien)
- 26. Juni 1927: Modenschau, Schönbrunner Schlosstheater[15]
- Mai 1927: Sonderausstellung „Die Entwicklung des Theaterkostüms seit 1780“ im Rahmen der Deutschen Theaterausstellung Magdeburg 1927 mit Originalkostümen des Wiener Burgtheaters[16]
- Mai 1927: Sonderausstellung „Die gemütliche Ecke“ im Rahmen der Ausstellung „Wien und die Wiener“, Wiener Messepalast[17]
- Februar 1928: Sonderausstellung „Wiener Frauenkunst“ im Rahmen der Jahresausstellung des International Women’s Arts Club, Suffolk Gallery, London[18]
- Dezember 1930: Verkaufsausstellung „Weihnachtsschau für große und kleine Kinder“ im Äußeren Burgtor, Wien; mit Gastausstellung der Genossenschaft deutscher Heimarbeiterinnen[19]
- Dezember 1931: Verkaufsausstellung „Das Weihnachtsgeschenk“, Neue Galerie, Wien
- 21.–28. März 1931: Buchkunst-Ausstellung in den Räumen der Buchhändlerkorporation, Opernring 1, Wien[20]